# 夏令營 (電視劇)
《夏令營》（英語：Bunk'd）為迪士尼影集《小潔的保姆日記》的衍生劇，由珮頓·利斯特、卡蘭·布拉爾與絲凱·傑克森繼續扮演相同角色。

## 外部連結
- 官方网站（繁體中文）